# Mémoires de la jungle
Mémoires de la jungle est un roman de Tristan Garcia publié le 16 avril 2010 aux éditions Gallimard.

## Résumé

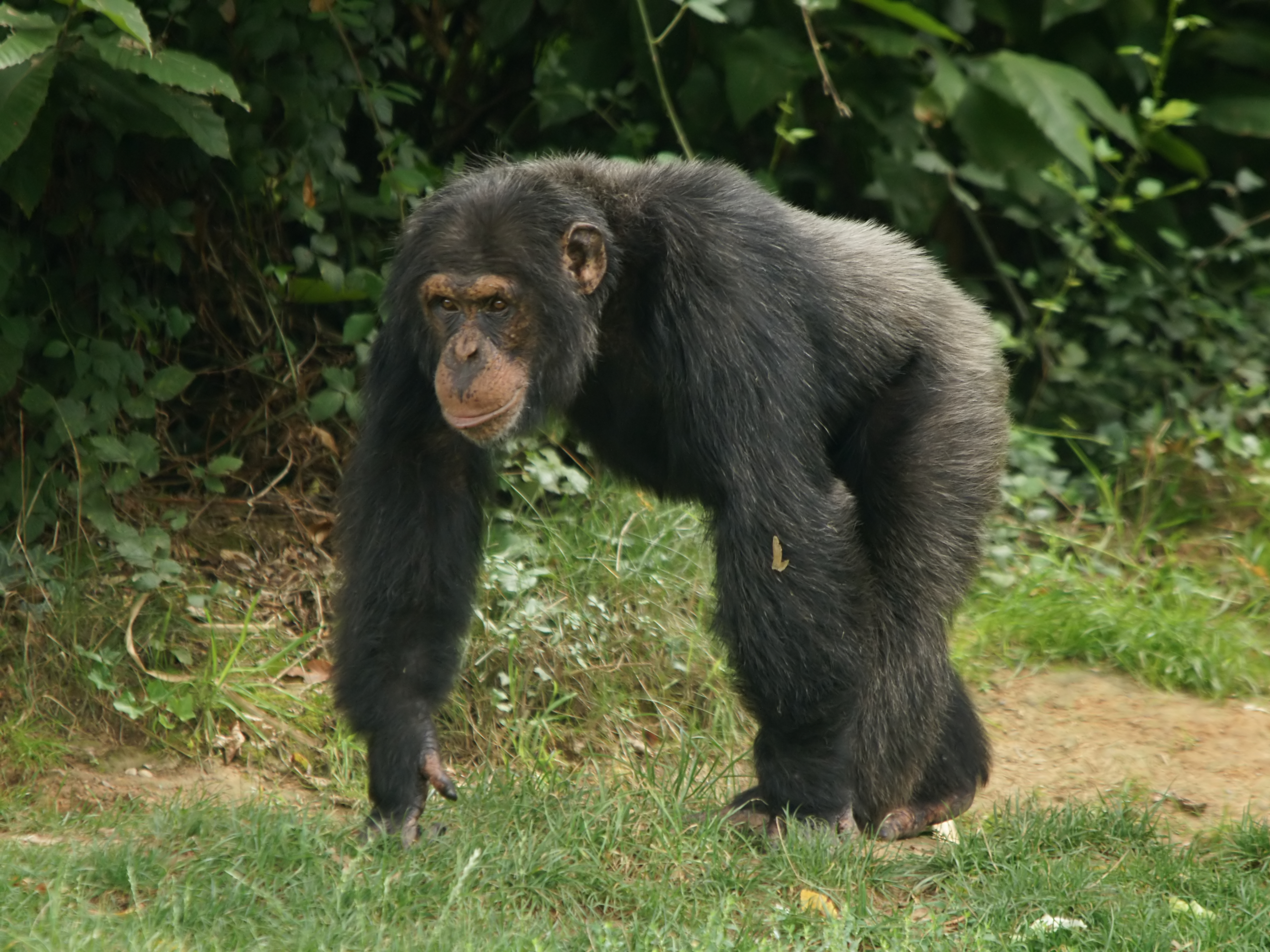
Doogie est un chimpanzé mâle.

L'intrigue est située dans un futur proche où il ne reste quasiment aucun humain sur Terre, laquelle est rendue inhabitable par la pollution. L'ensemble de la population terrienne vit désormais dans des stations orbitales. Seuls des animaux survivent encore en Afrique, laissée en jachère, ainsi que quelques savants qui étudient des animaux dans un zoo.
Doogie, un jeune chimpanzé, a été élevé dans un zoo près du lac Victoria comme un être humain et été éduqué aux côtés de deux enfants, Donald et sa sœur Janet. Doogie a appris à parler à l'aide de la langue des signes, d'écrans tactiles et de lexigrammes.
Après l'accident du vaisseau spatial qui le ramenait sur Terre, le singe civilisé est seul à devoir affronter les dangers de la jungle africaine. Pour survivre, il va devoir négocier avec sa « fidélité à l'humain » et apprendre à retrouver l'animalité…

## À propos du roman
Le roman interroge la limite floue entre animalité et civilisation, Doogie n'appartenant à aucun des deux mondes. Sa « fidélité à l'humain » obsessionnelle est mise à l'épreuve face à la nature sauvage : comme le dit le primatologue Frans de Waal, cité en exergue du livre, « on peut sortir le singe de la jungle, pas la jungle du singe ».
Garcia raconte avoir « voulu écrire un roman sur une autre espèce. Fatigué de la voix humaine, du comportement humain, de mon propre langage d’écrivain, je voulais vraiment faire une expérience : adopter la subjectivité et le langage d'une autre espèce ». Il s'inspire de ses études d'éthologie, qui lui ont appris qu'il n'existe pas de propre de l'Homme, et des nombreuses anecdotes de chimpanzés éduqués (Washoe, Nim Chimpsky…). Il déplore pour autant la cruauté de ces expériences : « on enlève ces êtres à leur nature animale mais comme ils ne peuvent pas accéder complètement à l'humanité, ils restent entre les deux ».
Le roman est construit sur le monologue intérieur d'un singe savant, pour lequel Tristan Garcia invente une langue « aventureuse », pleine d'« inventivité et fraîcheur ». Il cherche à faire un « roman d'aventures classique » qui soit aussi « aventure d’un langage ». Dans ce travail, il est notamment influencé par Les Héritiers de William Golding, dans lequel l'écrivain britannique imagine ce qu'il se passe dans la tête d'un Néandertalien. Garcia explique :

« Il y a plusieurs façons d'enseigner le langage aux singes : soit le langage des signes, soit des écrans tactiles d’ordinateurs avec des caractères comme des hiéroglyphes, soit un langage artificiel, spécialement conçu pour eux. J’ai pris un peu des trois pour parvenir à une sorte d’idiome baroque : je voulais que pour le singe-narrateur, tous les mots soient comme des images, tous les concepts soient des sentiments, tous les signes soient des objets.
À partir de ça, il me fallait composer un langage lisible mais aussi étrange, à la fois autre et familier, pour qu’on puisse y lire une histoire, s’identifier, avoir de l’empathie pour le singe. Doogie a un rapport au temps très faible, il le spatialise, donc il va parler des heures qui tombent de la montre ou des jours qui tombent du calendrier. Ce langage déroutera certainement le lecteur, mais mon pari reste qu’il puisse s’identifier suffisamment fort au personnage pour endosser ce langage afin de voir le monde à hauteur de chimpanzé. »

C'est un roman d'apprentissage un peu paradoxal, puisque le personnage principal doit désapprendre son humanité afin de survivre dans la jungle. Garcia le qualifie de « roman de déformation » : « à la fin du XIXe siècle, on peut croire au roman de formation parce qu'on pense que l'histoire universelle et individuelle va vers le progrès. À la fin du XXe siècle, il devient beaucoup plus difficile d'y croire, il nous faut alors plutôt désapprendre ».

## Réception critique
Les avis sur le livre ont été très contrastés.
Télérama évoque un travail « crâne et turbulent, moins un roman qu'un coup de folie ». L'hebdomadaire salue la prouesse littéraire qui consiste à inventer une « langue poétique et fauve, suffisamment lisible pour porter le récit et fantasque pour le subvertir ». Ce travail confirme selon Le Monde des livres que Tristan Garcia n'est pas « le feu de paille médiatico-littéraire qu'on aurait pu craindre à la sortie, en 2008, de La Meilleure Part des hommes ». Les Inrockuptibles salue l'ambition de ce roman « ardu qui demande que l'on s'accroche, comme tous ces livres qui réinventent la langue ». Le Nouvel Observateur affirme que le roman fait l'effet d'un « miracle », en empruntant « autant à la zoosémiotique la plus pointue qu'au grand roman colonial ». L'Express évoque une « parabole brillante et culottée ». Le Soir vante « la performance qui consiste à tenir, plus de 300 pages, une écriture totalement fabriquée, destinée à traduire avec des moyens limités une pensée non humaine », où « culture et nature s'y retrouvent dans l'antagonisme fécond qui a inspiré tant de créateurs ».
Mais le roman a également essuyé de virulentes critiques. Lire trouve le projet trop théorique, en ajoutant que sa lecture laisse « dubitatif ». Dans Le Masque et la Plume, plusieurs autres critiques jugent également cette tentative stérile voire contre-productive. Olivia de Lamberterie, du magazine Elle, affirme qu'en voulant donner des traces d'humanité à son héros animal, Garcia ne surprend jamais le lecteur car les sentiments exprimés y sont forcément attendus. Le personnage du singe souffre également d'un « apitoiement » constant sur son propre sort, très « français », qui rend la lecture « ennuyeuse ». La journaliste ajoute que le résultat ressemble à quelque chose comme les Mémoires de Patrick Sébastien, c'est-à-dire un « truc très mal écrit » signé d'un type qui se plaindrait tout le temps « qu'on le ne comprenne pas ». Michel Crépu, de la Revue des Deux Mondes — qui avait pourtant soutenu La Meilleure Part des hommes — parle d'un livre provoquant un « ennui monumental », sans doute « écrit à la suite d'un pari stupide ». Il relève la « bêtise » sur laquelle repose le projet, qui consiste à prêter à un animal des sentiments humains : le journaliste trouve « idiot » de vouloir réduire le mystère ou l'abîme qui sépare l'humain de l'animal, puisque c'est cette fascinante « distance » qui appelle la réflexion et l'émotion. L'écrivain et journaliste Jean-Louis Ezine regrette la longueur du roman tandis qu'Arnaud Viviant ironise sur ce « premier livre écrit par un singe », sans savoir comment l'interpréter.